# كاسبي
بلدية كاسبي (بالإسبانية: Caspe) هي بلدية تقع في مقاطعة سرقسطة التابعة لمنطقة أراغون شمال شرق إسبانيا.

## الديموغرافيا
بلغ عدد سكان بلدية كاسبي 9.871 نسمة عام 2011 (وفقاً للمعهد الوطني الإسباني للإحصاء).
| 7.770 | 7.845 | 7.448 | 8.206 | 8.495 | 9.728 | 9.871 |

## توأمة
لكاسبي اتفاقيات توأمة مع كل من:
- Gaillac [الإنجليزية]‏
- ألمرية
- سانتا ماريا أ فيكو
- Regla [الإنجليزية]‏

## أعلام
- لويس أندريس إدو